# Voggendorf (Uehlfeld)
Voggendorf ist ein Gemeindeteil des Marktes Uehlfeld im Landkreis Neustadt an der Aisch-Bad Windsheim (Mittelfranken, Bayern). Voggendorf liegt in der Gemarkung Demantsfürth.

## Geografie
Das Dorf liegt am rechten Ufer der Aisch. Einen Kilometer östlich liegen die Gottesgabweiher. Eine Gemeindeverbindungsstraße führt nach Uehlfeld zur Bundesstraße 470 (0,6 km nordwestlich) bzw. nach Gottesgab (1,3 km östlich), eine weitere führt nach Demantsfürth zur Kreisstraße NEA 1 (1 km südwestlich) bzw. nach Weidendorf (1,3 km nordöstlich).

## Geschichte
Der Ort wurde 1317/22 als „Vocchendorf“ erstmals urkundlich erwähnt.
Gegen Ende des 18. Jahrhunderts gab es in Voggendorf 14 Anwesen. Das Hochgericht übte das brandenburg-bayreuthische Kasten- und Jurisdiktionsamt Dachsbach aus. Die Dorf- und Gemeindeherrschaft hatte das Rittergut Vestenbergsgreuth und Behaim von Schwarzbach im Wechsel inne. Grundherren waren das Rittergut Vestenbergsgreuth (2 Güter, 3 Tropfhäuser) und der Nürnberger Eigenherr Behaim von Schwarzbach (9 Güter).
Von 1797 bis 1810 unterstand der Ort dem Justizamt Dachsbach und Kammeramt Neustadt. Im Rahmen des Gemeindeedikts wurde Voggendorf dem 1811 gebildeten Steuerdistrikt Uehlfeld und der 1813 gebildeten Ruralgemeinde Mailach zugeordnet. Mit dem Zweiten Gemeindeedikt (1818) wurde es der neu gebildeten Ruralgemeinde Demantsfürth zugewiesen. 5 Anwesen unterstanden bis 1848 in der freiwilligen Gerichtsbarkeit dem Patrimonialgericht Vestenbergsgreuth. Am 1. Januar 1972 wurde Voggendorf im Zuge der Gebietsreform in Bayern nach Uehlfeld eingemeindet.

### Baudenkmäler
- Haus Nr. 1: zweigeschossiges Wohnstallhaus, im überarbeiteten Türsturz-Medaillon „J“(ohann) „H“(einrich) „Z“(wanzger) „1822“; am umgebauten Wohnteil im Sturz der Oberlichte „G“(eorg) „L“(eonhard) „Erbel 1908“; ein Pfeiler der Hofeinfahrt mit Kämpfer und Kugelaufsatz[9]
- Haus Nr. 2: zweigeschossiges umgebautes Wohnstallhaus, im Keilstein des Türsturzes „J“(ohann) „K“(rug) „1841“.[9]
- Haus Nr. 5: eingeschossiges Wohnstallhaus Ende des 18. Jahrhunderts mit jüngerem Fachwerk. Gurtband, Giebelabdeckung in Stein, Kugelaufsatz[9]
- Steinkreuz[10]

### Einwohnerentwicklung
| Jahr      | 001818 | 001840 | 001861 | 001871 | 001885 | 001900 | 001925 | 001950 | 001961 | 001970 | 001987 |
| Einwohner | 92     | 129    | 110    | 120    | 104    | 99     | 95     | 144    | 86     | 92     | 81     |
| Häuser    | 15     | 17     |        |        | 19     | 19     | 16     | 16     | 16     |        | 20     |
| Quelle    | [ 12 ] | [ 13 ] | [ 14 ] | [ 15 ] | [ 16 ] | [ 17 ] | [ 18 ] | [ 19 ] | [ 20 ] | [ 21 ] | [ 1 ]  |

## Religion
Der Ort ist seit der Reformation evangelisch-lutherisch geprägt und bis heute nach St. Jakob (Uehlfeld) gepfarrt.